# ルイス・B・プラー級遠征海上基地
ルイス・B・プラー級遠征海上基地（英語: Lewis B. Puller-class Expeditionary Mobile Base）は、アメリカ海軍の遠征海上基地の艦級。同型艦は5隻で3隻が就役中、2隻が建造中。

## 概要
前級のモントフォード・ポイント級とは異なり、ヘリコプター甲板や指揮通信施設が追加されており、前進基地としての機能が新たに付与された。また船首には、CH- 53が2機格納可能な格納庫や、居住施設などが設置されている。
LCACは搭載出来なくなっているが、複合艇やMk.105磁気掃海具などが搭載可能になっている。

## 同型艦
NASSCOで建造予定。
| 艦番号 | 艦名                                                                | 発注            | 起工           | 進水            | 就役           |
| ------ | ------------------------------------------------------------------- | --------------- | -------------- | --------------- | -------------- |
| ESB-3  | ルイス・B・プラー USS Lewis B. Puller                               | 2013年 11月5日  | 2014年 11月6日 | 2015年 2月7日   | 2015年 6月12日 |
| ESB-4  | ハーシェル・『ウッディ』・ウィリアムズ USS Hershel "Woody" Williams | 2016年 8月2日   | 2017年 8月19日 | 2017年 10月21日 | 2018年 2月22日 |
| ESB-5  | ミゲル・キース USS Miguel Keith                                     | 2016年 12月29日 | 2018年 1月30日 | 2019年 10月19日 | 2021年 5月8日  |
| ESB-6  | ジョン・L・キャンリー USS John L. Canley                            | 2019年 8月23日  | 2022年 4月30日 |                 | 2024年 2月17日 |
| ESB-7  | ロバート・E・シマネック USS Robert E. Simanek                       | 2019年 8月23日  |                |                 |                |